# Aying
Aying là một đô thị thuộc huyện München bang Bayern, Đức.